# Liga de Expansión MX
De Liga de Expansión MX is een professionele voetbalcompetitie in Mexico, opgericht in augustus 2020 als onderdeel van een project om de profclubs uit de opgeheven Liga de Ascenso een alternatief te bieden. 

## Voorgeschiedenis
Vanwege de structurele financiële problemen van de clubs uit de Liga de Ascenso en de uitbraak van de Coronapandemie besloot de Mexicaanse voetbalbond in 2020 onder andere om gedurende drie jaar, tussen 2020 en 2023, de promotie- en degradatieregeling van de Primera División, de hoogste afdeling van het Mexicaanse profvoetbal, af te schaffen, de Liga de Ascenso, het tweede niveau, op te heffen en een nieuwe competitie, de Liga de Expansión, op te zetten. De Liga de Expansión is derhalve het tweede niveau van het mexicaanse profvoetbal maar voor ten minste drie jaar zonder promotie- en degradatieregeling naar het eerste en het derde niveau.

## Deelnemende clubs
Zestien clubs namen deel aan de Liga de Expansión in het seizoen 2020-2021. De toetreding van Raya2 Expansión uit Monterrey breidde het aantal uit tot 17 in 2021-2022: In het seizoen 2022-2023 kwam het aantal op 18 met de toetreding van Alacranes de Durango uit de Liga Premier, het derde niveau van de voetbalcompetities in Mexico.
- Alacranes de Durango (sinds 2022)
- Alebrijes de Oaxaca
- CF Atlante
- Atlético Morelia
- Cancún
- Celaya
- Cimarrones de Sonora
- Correcaminos UAT
- Dorados de Sinaloa
- CA La Paz (vanaf 2022, in plaats van Tampico Madero)
- Leones Negros
- Mineros de Zacatecas
- Tampico Madero (tot 2022)
- Venados de Yucatán
- Club Deportivo Tapatío
- Pumas Tabasco
- Raya2 Expansión Monterrey (sinds 2021)
- Tepatitlán
- Tlaxcala

## Opzet
De competitie bestaat uit twee toernooien: de Apertura (Opening - september tot december) en de Clausura (Sluiting - januari tot mei). Beide toernooien hebben een kampioen. Aan het eind van het jaar spelen de twee kampioenen een wedstrijd om de titel Campeón de campeones. Elk toernooi bestaat uit een halve competitie van 15 speeldagen plus een play-off. De winnaar van elk toernooi plaatst zich voor de halve finale van de play-off. De nummer twee plaatst zich voor de kwartfinale van de play-off. De nummers 3 tot en met 12 plaatsen zich voor de achtste finale van de play-off waarbij nummer 3 thuis speelt tegen nummer 12, nummer 4 thuis tegen nummer 11, enzovoort. De halve competities hebben een afwijkend puntensysteem: de winnaar van een uitwedstrijd krijgt 4 punten, tot een maximum van 7 gewonnen uitwedstrijden. Winnaars van thuiswedstrijden krijgen 3 punten, een gelijkspel levert beide teams 1 punt op en verliezers krijgen geen punten.

## Erelijst
In het eerste seizoen werd FC Tampico Madero kampioen van de Apertura door met 4-3 de finale te winnen van CF Atlante. Tepatitlán werd kampioen van de Clausura door Atlético Morelia met 3-2 te verslaan. Tepatitlán won de Campeón de campeones door FC Tampico Madero via penaltys te verslaan. In het tweede seizoen werd Atlante kampioen van de Apertura door met 3-0 van Tampico Madero te winnen.
| Seizoen   | Kampioen Apertura | Finalist Apertura | Kampioen Clausura | Finalist Clausura    | Campeón de campeones |
| --------- | ----------------- | ----------------- | ----------------- | -------------------- | -------------------- |
| 2020-2021 | Tampico Madero    | CF Atlante        | Tepatitlán FC     | Atlético Morelia     | Tepatitlán FC        |
| 2021-2022 | CF Atlante        | Tampico Madero    | Atlético Morelia  | Cimarrones de Sonora | CF Atlante           |